# Preußische EG 509/510
Die Elektrolokomotive EG 509/510 der Preußischen Staatsbahn war für den Güterzug- und Personenzugdienst konzipiert.
Bestellt wurde sie für den Betrieb auf der Bern-Lötschberg-Simplon-Bahn (BLS) und sollte dort als Baureihe BLS Fb 2x2/3 die Betriebsnummer 101 erhalten. Sie wurde von der Gesellschaft in der Schweiz nicht angenommen und daraufhin für Versuche des elektrischen Betriebes bei der Preußischen Staatseisenbahn verwendet. Mit der Einstellung des elektrischen Betriebes für mit Oberleitung elektrifizierten Bahnen in Mitteldeutschland wurde die Lokomotive am Anfang des Ersten Weltkrieges abgestellt und danach nicht wieder in Betrieb genommen. Die Lokomotive ist 1923 ausgemustert worden.

## Geschichte
Die Lokomotive ist im Rahmen einer Ausschreibung für eine Elektrolokomotive für die neu erbaute Bern-Lötschberg-Simplon-Bahn entstanden. Sie wurde von Krauss im mechanischen Teil und AEG im elektrischen Teil hergestellt und als Doppellokomotive mit der Achsfolge 1’B+B1’ ausgeführt. 1909 war sie fertiggestellt und wurde auf der Oranienburger Versuchsbahn ausführlich getestet.
Nachdem sich die Lokomotive bei Lastfahrten auf der Lötschbergbahn einer C’C’-Lokomotive von der Schweizerischen Lokomotiv- und Maschinenfabrik und der Maschinenfabrik Oerlikon unterlegen gezeigt hatte, nahm die Gesellschaft vom Kauf der deutschen Lokomotive Abstand.
Zu der Zeit gab es bei den preußischen Staatsbahn das Projekt der S-Bahn Berlin mit Oberleitungsbetrieb. Die Lokomotive wurde daraufhin mit Scherenstromabnehmern ausgerüstet und auf der Bahnstrecke Dessau–Bitterfeld im Versuchseinsatz für den geplanten Triebgestelleinsatz verwendet. Da die Lokomotive aus zwei identischen Hälften bestand, konnte sie sowohl als Zuglokomotive als auch als geteilte Einheit an der Spitze sowie am Schluss des Zuges eingestellt werden. Diese Fahrten wurden durchgeführt, um Erkenntnisse für den Schubbetrieb zu erbringen, den es in Preußen zu dieser Zeit noch nicht gab. Teilweise wurden Fahrten mit nur einer Lokhälfte durchgeführt. Bis Anfang 1914 führte die preußischen Staatsbahn die Versuchsfahrten mit der EG 509/510 durch, wobei Geschwindigkeiten bis 75 km/h erreicht wurden. Die Lokomotive hatte im Betriebs- und Werkstattdienst keinen guten Ruf. Durch Probleme bei den Leitungsverbindungen kam es öfters zu Störungen, zudem zeigte die Lokomotive durch den Stangenantrieb Schüttelschwingungen. Deshalb kam es zu keinem planmäßigen Einsatz der Lok.
Sie wurde mit der Einstellung des elektrischen Betriebes der Bahnstrecke Dessau–Bitterfeld abgestellt und nach dem Krieg nicht wieder in Betrieb genommen. 1923 wurde die Lokomotive ausgemustert.

## Konstruktion

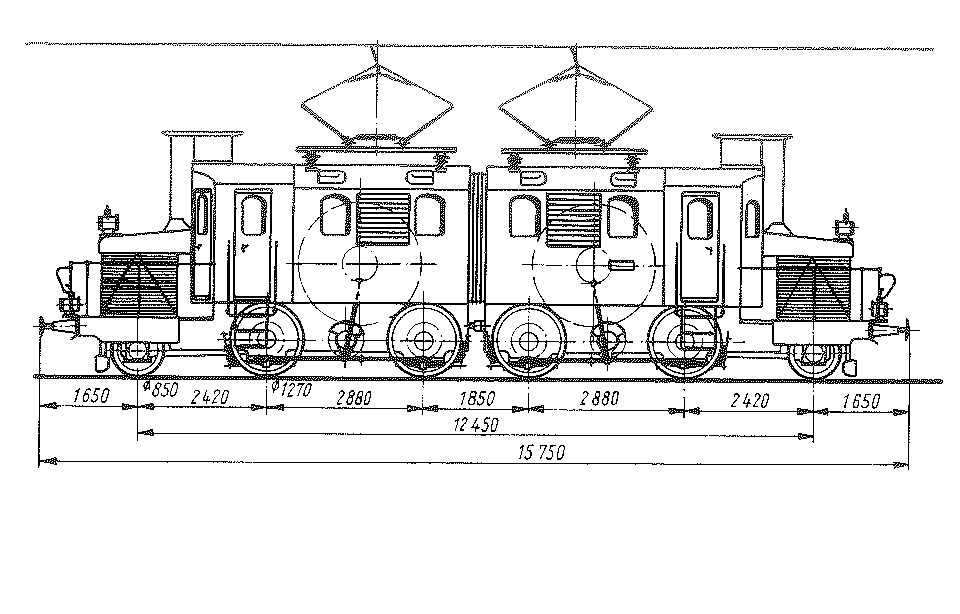
Maßskizze der EG 509/510 in Ausführung für die Preußische Staatsbahn um 1914

Die beiden Rahmenhälften jeder Lokhälfte waren durch Querversteifungen, Pufferbohle, Kopfstücke, den Halterungen für den Transformator und den Fahrmotor versteift. Die Hälften waren durch Kurzkupplungen, bestehend aus einem festen Kurzkuppeleisen und zwei Notkuppeleisen, miteinander verbunden. Zwei Puffer sorgten für eine Vorspannung zwischen den Fahrzeughälften. Die Aufbauten bestanden aus dem Maschinenraum, dem Führerstand und einem kleineren Vorbau, in dem die Hilfsbetriebe untergebracht waren.
Die Laufachse und die erste Kuppelachse waren zu einem Krauss-Helmholtz-Lenkgestell zusammengefasst. Beide Antriebsachsen wurden durch Kuppelstangen von einer Blindwelle angetrieben, die über eine weitere fast senkrechte Kuppelstange von dem hoch liegenden Gestellmotor ihr Drehmoment erhielt. Die Seitenbeweglichkeit der ersten Kuppelachse wurde durch scharnierartige Kuppelstangen und kugelförmige Kurbelzapfen realisiert.
Als Drucklufteinrichtungen besaß die Lokomotive die Druckluftbremse Bauart Westinghouse, den Sandstreuer und die Signalpfeifen. Die erforderliche Druckluft wurde von einem Luftpresser je Lokhälfte erzeugt. Als Hilfseinrichtungen besaß jede Lokhälfte eine Handbremse und ein Lüfteraggregat für den Fahrmotor.
Bei Ablieferung hatte jede Lokomotivhälfte einen Bügelstromabnehmer. Beide Lokomotivhälften waren durch flexible Kabel miteinander verbunden. Der Hauptschalter war vor dem Führerstand auf dem Dach angeordnet. Das brachte der Lokomotive ein Aussehen, als ob sie mit einem Verbrennungsmotor ausgerüstet wäre. Die Transformatoren waren als Manteltransformator mit Ölkühlung ausgeführt. Gesteuert wurde die Lokomotive durch eine Schützensteuerung mit sieben Fahrstufen. Zwischen den Fahrstufen bestand die Möglichkeit des abgestuften Überschaltens durch mehrere Stromteiler. In jedem Führerstand waren zwei Fahrschalter untergebracht; einer für den Streckengang, einer für den Rangiergang. Die Fahrmotoren waren Wechselstrommaschinen nach der Bauart Günther-Eichberg.